# Higinio Anglés
Higinio Anglés (Higinio Anglés Pamies), né à Maspujols le 1er décembre 1888 et décédé à Rome le 8 décembre 1969, est un prêtre espagnol, musicologue grégorien, notamment connu avec ses services auprès du Vatican après la Seconde Guerre mondiale.
Il s'agit de l'un des musicologues espagnols les plus distingués, en raison de ses études critiques.

## Naissance et formation
Higinio Anglés (nom complet: Higinio Anglés Pamies), naît à Maspujols le 1er décembre 1888.
Ce futur serviteur du Saint-Siège fut éduqué auprès du séminaire à Tarragone. 
Il reçut sa formation musicale de plusieurs professeurs de qualité, dans la  province de Tarragone, : José Maria Cogul (harmonie), Vicente Maria de Gibert (contrepoint, fugue et orgue), José Barbera (composition) et Felipe Pedrell (musicologie).
Il approfondit ensuite ses connaissances, après avoir maîtrisé la langue allemande et en étudiant sous les directions de Wilibald Grulitt à l'université de Fribourg-en-Brisgau de 1923 à 1924 ainsi que de Friedrich Ludwig à l'université de Göttingen en 1928,,, tous deux spécialistes de l'édition critique dans le domaine de la musique médiévale.

## Musicologue installé à Barcelone
En septembre 1912, Higinio Anglés reçut son ordination sacerdotale. 
À partir de 1913, il résidait à Barcelone. Puis il devint en 1917 responsable du département de la musique de la bibliothèque centrale de Barcelone. Il y restait en fonction jusqu'en 1957.  

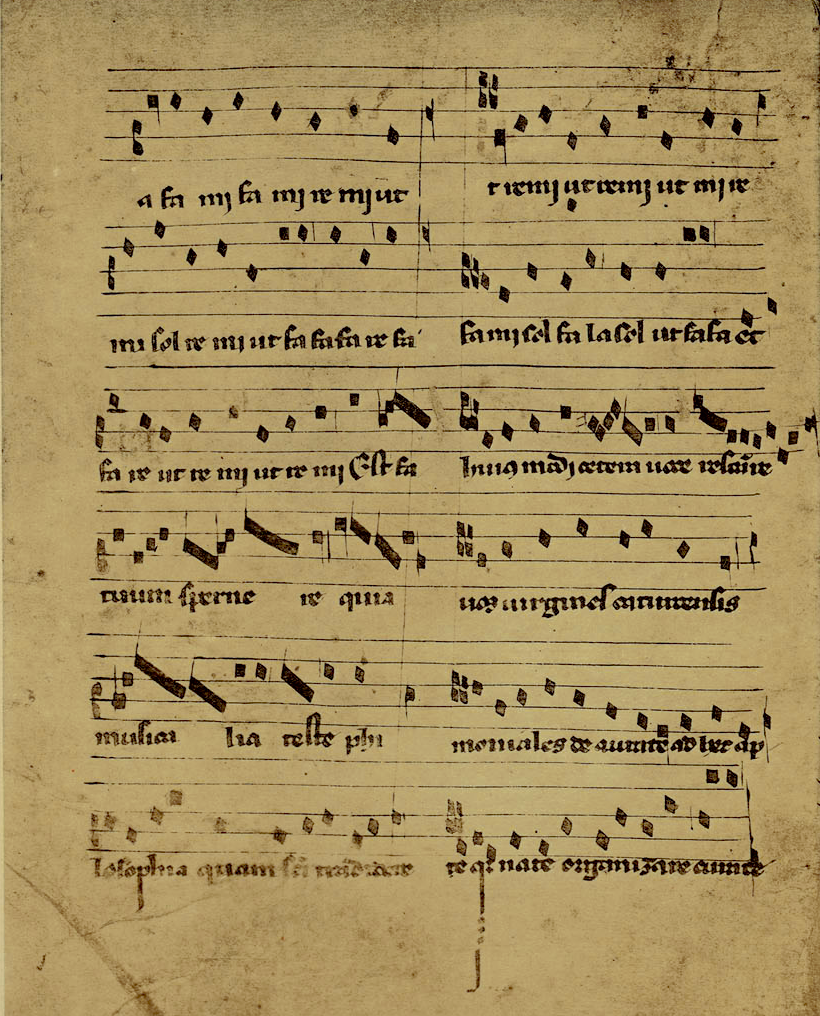
Folio 154v du codex Las Huelgas, publié en fac-similé en 1931 par Higinio Anglés.

À Barcelone, ce musicologue avançait simultanément ses études. Ainsi en 1926, il publia une édition des mélodies de Guiraut Riquier, dernier troubadour. En 1927, il fit sortir une œuvre au sujet de la contribution dans le domaine musical du roi Alphonse X de Castille († 1284). Parmi ses publications, celle du codex Las Huelgas en édition critique (1931) reste le plus important, et nos jours, celle-ci est considérée comme monumentale. Dans cette œuvre, le musicologue espagnol bénéficiait de sa vaste connaissance sur l'histoire, la géographie, la liturgique, la théologique et les sciences de langue [compte rendu détaillé (1933) lire en ligne].  
En 1943, lors de la création de l'Institut espagnol de musicologie au sein de El Consejo Superior de Investigaciones Cientificas (CSIC), Mgr Anglés fut nommé le premier directeur. Chercheur réputé, il était très connu auprès des académies de musique dans plusieurs pays dont il était accueilli comme membre. Notamment, il fut le vice-président de la Société internationale de musicologie entre 1933 et 1958.

## Nomination auprès de l'Institut pontifical de musique sacrée
En 1947, le Saint-Siège nomma Higinio Anglés directeur de l'Institut pontifical de musique sacrée. Il demeurait dorénavant auprès du Vatican, en tant que son serviteur.
Depuis la fondation de cet institut par le pape saint Pie X ainsi que Don de Santi, premier directeur, le chant grégorien y possédait une position si importante. Une fois arrivé, le nouveau directeur de l'institut accueillit en 1948 Pierre Thomas en faveur de ce cours. Cependant, le 19 décembre 1951, l'institut subit brutalement la mort de ce musicologue brillant. À la suite de ce décès inattendu, Mgr Anglés dut chercher un nouveau professeur, sans interrompre le cours du chant grégorien. Le choix du directeur, c'était Dom Eugène Cardine de  Solesmes. Aussitôt, il commença à négocier avec l'abbaye Saint-Pierre. L'abbé Dom Germain Cozien accepta cette nomination, à condition que Dom Cardine puisse retourner à son abbaye pour le besoin de l'atelier, trois fois par an, lors de vacances universitaires, avec les frais de voyage dépensés entièrement par le Saint-Siège. Aussi ce nouveau professeur arriva-t-il à Rome l'année suivante, en janvier 1952. Cette navette entre Rome et Solesmes assurait aisément un enseignement formidable à l'institut avec de derniers découverts des moines bénédictins.    
Le directeur de l'institut avait raison. Dom Cardine demeurait non seulement grand chercheur mais également excellent enseignant. Il savait charger proprement aux élèves d'étudier des sujets selon leur capacité. Ses sept disciples distingués fonderont en 1975 l'AISCGre. C'est-à-dire, Rome devint un autre centre des études grégoriennes.

## Lancement du projet d'un graduel romain en édition critique

### Projet
Disciple de plusieurs spécialistes de l'édition critique, Higinio Anglés n'était pas content de la qualité du graduel (1908) et l'antiphonaire (1912) de l'Édition Vaticane. Il savait en effet que Dom Joseph Pothier, le premier président de la commission pontificale de cette édition, dut réutiliser son Liber gradualis sorti premièrement en 1883, après avoir subi un désaccord considérable de ses membres lors de publication d'un kyriale (1905). Il fallait que Dom Pothier édite donc son graduel sans consulter les manuscrits, si le Liber gradualis était le meilleur graduel grégorien, publié au XIXe siècle, avec ses mélodies collectes. En bref, celui-ci restait loin d'être critique. 
D'où, l'année suivante 1948, Higinio Anglés visita l'abbaye Saint-Pierre de Solesmes avec son projet d'un graduel en édition critique. À cette époque-là, seul Dom Joseph Gajard, maître de chapelle, conservait la fonction de recherche. Il avait fallu qu'en 1946, il demande une collaboration avec l'Institut grégorien de Paris afin de rétablir la Revue grégorienne. À savoir, ses articles demeuraient communs avec le bulletin de l'institut. 
Mission impossible, car l'abbé Dom Germain Cozien avait envoyé 20 moines pour le rétablissement de l'abbaye Notre-Dame de Fontgombault ainsi que Dome René-Jean Hesbert, l'un d'anciens membres de l'atelier, à l'abbaye Saint-Wandrille de Fontenelle. Le directeur de l'institut pontifial était si sage qu'une précaution était préparée : en cas de refus, Mgr Anglés ferait effectuer ce projet à Rome avec tous les documents transférés de Solesmes, quand bien même Rome aussi manquerait de personnels. Aussitôt, l'atelier fut rétabli avec cinq moines qui étaient capables d'éditer le graduel. Dom Eugène Cardine dirigeait la rédaction,.
La publication de trois tomes fut réalisée à partir de 1957 jusqu'à ce que le concile Vatican II soit tenu et interrompe le projet. Les livres de chant étaient intitulés comme Graduel romain, Édition critique par les moines de Solesmes, malgré une publication officielle du Saint-Siège, et de sorte que l'abbaye Saint-Pierre soit récompensée par cette publication. Contrairement, en faveur de l'Édition Vaticane, ses moines avaient gratuitement travaillé durant 30 ans environ. Higinio Anglés comprenait bien que Solesmes manquait de ressource, à la suite de la guerre.

### Postérité
Il s'agissait d'un grand pas, méconnu cependant, en faveur de la restauration du chant grégorien authentique. Il est vrai que, de nos jours, de nombreux religieux et musiciens bénéficient des fruits de l'arbre que le musicologue espagnol planta à Solesmes en 1948. D'abord, il fit rétablir l'atelier de la Paléographie musicale, indéterminément fermé depuis la guerre. Ensuite, toute sa nouvelle équipe, si dynamique, respectait parfaitement l'apparat critique, sous influence d'Anglés. Enfin, cette équipe sous la direction de Dom Eugène Cardine avait achevé, dans la deuxième moitié du XXe siècle, un grand nombre de découverts qui renouvelèrent entièrement la connaissance sur la nature du chant grégorien. Ce dernier était, à dire vrai, le premier sommet de la musique occidentale, grâce à la Renaissance carolingienne.

## Congrès international de musique sacrée à Rome (1950)
Le musicologue espagnol, quant à lui, il préparait sa propre publication de ses études. Un certain nombre d'œuvres seront sorties, à Rome, dans les années 1960.
Par ailleurs, en 1948, Higinio Anglés fut nommé consulteur de la Sacrée congrégation des rites. En dépit de ses fonctions multiples, le prêtre infatigable inaugura, en 1950, une conférence consacrée à la musique liturgique de l'Église.  
L'un des objectifs de Mgr Anglés était dénoncer officiellement le projet du graduel en édition critique. Le directeur avait chargé à Dom Cardine d'y exprimer en détail ce projet. 
Le congrès s'illustrait surtout d'une présentation distinguée d'un musicologue allemand, Bruno Stäblein, concernant le chant vieux-romain. Découvert en 1890 dans des bibliothèques du Saint-Siège par Dom André Mocquereau de Solesmes, ce chant restait énigme : personne n'était capable d'expliquer pourquoi existaient pareillement à Rome les deux lignes de livres de chant d'après le rite romain, desquels les textes demeurent parfaitement identiques, mais les mélodies différentes. Au contraire de l'avis de Dom Mocquereau, Bruno Stäblein considérait, correctement, que ce chant était exactement issu de Rome, c'est-à-dire en usage du Vatican, mais plus ancien que le chant Gégorien († 604). Ceux qui s'intéressaient, tel Dom Michel Huglo de Solesmes, étaient tellement nombreux que les études au regard de ce chant furent considérablement avancées. Et, la dénomination chant vieux-romain est désormais acceptée.
En bref, le musicologue espagnol réussit, d'une part, à vitaliser les études de la musique sacrée, et d'autre part, à attirer la sollicitude des chercheurs, grâce à Stäblein, sur les chants papaux d'après le rite romain. Aussi, la fonction du directeur de l'institut pontifical fut-il aisément justifiée comme organisateur du congrès. À la suite du succès de cette conférence, on décida de garder le congrès international. Le deuxième était prévu en 1954 et à Vienne ainsi que sa préparation était confiée à Franz Kosch, également spécialiste du chant grégorien lié à l'abbaye de Solesmes. En effet, ce congrès se consacrera au 50e anniversaire du motu proprio de saint pape Pie X, Inter pastoralis officii sollicitudes (1903), ainsi que l'Édition Vaticane (1904).

## Concile Vatican II
En 1960, le Saint-Siège nomma Higinio Anglés membre de la Commission liturgique préparatoire. D'ailleurs, un autre musicologue grégorien, prêtre de Cologne, fut nommé prélat d'honneur dans la même année. Il s'agissait de Johannes Overath. Collaborateurs intimes, ces deux prêtres travaillaient ensemble jusqu'au trépas d'Anglés. 
Lorsque le concile Vatican II se commença, ces deux musicologues grégoriens assistaient donc au concile, en qualité de membres officiels. Notamment, Johannes Overath fut nommé le premier président de la Consociatio Internationalis Musicæ Sacræ, créée par le pape Paul VI en 1963, afin de défendre la musique liturgique de l'Église.
L'adoption de la langue vulgaire bouleversa cependant la situation. D'une part, la plupart des lieux de célébration n'avaient plus besoin des livres de chant en latin. En conséquence, le projet de l'édition critique fut interrompu. Le stock des trois tomes sera envoyé à la Libreria vaticana après le décès de Higinio Anglés. D'autre part, le remaniement de l'Édition Vaticane était encore inévitable. Toutefois, la priorité était dorénavant donnée à une version grégorienne simplifiée, et non à l'édition critique.
Le premier livre de chant selon la réforme, un kyriale simplifié, fut publié en 1964. C'était le Coetus 25, groupe du Consilium soutenu par Mgr Annibale Bugnini et dirigé par Luigi Agustoni, ancien élève de l'Institut pontifical de musique sacrée, qui avait été chargé d'en éditer. Puis, la préparation d'un graduel se commença. Faute de connaissance scientifique, le point de vue de ce groupe restait si idéologique que ni Mgr Anglés ni Mgr Overath n'accepta la manière de cette rédaction. Par conséquent, Mgr Overath commença à présenter les indices scientifiques, afin d'opposer à leur thèse à la base de Joseph Gelineau, fondateur de ce mouvement. Les deux groupes furent rapidement et définitivement divisés. Alors que la rédaction était toujours confiée au Coetus 25, les prélats espagnol et allemand étaient dorénavant privés de renseignements.
Finalement, la première édition du Graduale simplex fut sortie en 1967, non sous l'autorisation de la Congrégation des rites tels d'autres livres de chant officiels  mais en tant qu'Editio typica, publication secondaire. Si la version révisée de ce graduel est toujours disponible, il s'agit du Graduale triplex ou des éditions critiques récemment sorties que les scholæ grégoriennes choisissent de nos jours pour leur exécution authentique, héritage de Mgr Anglés.
En résumé, la réforme selon le concile Vatican II fut effectuée, dans le domaine du chant liturgique, sans bénéficier d'une connaissance si profonde de Higinio Anglés.
Aujourd'hui, ce conflit n'existe plus, à la suite de l'évolution de la sémiologie grégorienne, nouvelle science. Désormais, aucune modification de la mélodie grégorienne n'est admise sans consulter les manuscrits les plus anciens, copiés aux IXe et Xe siècles. D'où, Luigi Agustoni, vieux ami de Dom Eugène Cardine, devint plus tard et à nouveau collaborateur des musicologues de sémiologie. Comme l'on peut maîtriser parfaitement la grammaire musicale de composition du chant grégorien de nos jours, même des moines de l'atelier de la Paléographie musicale de Solesmes sont capables de composer correctement de nouvelles mélodies grégoriennes, tout comme les moines carolingiens selon cette grammaire, en cas de nécessité. À savoir, au cas où les manuscrits anciens manqueraient de chants convenables. L'Antiphonale monasticum (2005) fut achevé avec ces façons, consultation et un peu de composition, afin d'adapter aux textes adoptés après le concile Vatican II.

## Dernières années
Malgré son âge avancé et cette circonstance défavorable, ce protecteur de musique sacrée conservait sa fonction auprès de l'Institut pontifical jusqu'à sa mort. 

Higinio Anglés établit une fonction considérable du chemin de Saint-Jacques en faveur du développement de musique dans le royaume de Navarre d'après de nombreux manuscrits concrets.

En tant que musicologue, le prêtre ne cessa jamais ses études. Au regard des dernières années, il reprit des travaux de l'un de ses anciens professeurs Friedrich Gennrich, incomplets ainsi que surtout concernant la musique sacrée développée sous le règne florissant de Thibaut Ier de Navarre († 1253) et à Pampelune située sur le chemin de Saint-Jacques. L'existence de ce dernier favorisait, selon de nombreux indices présentés par Mgr Anglés, une croissance formidable de la musique dans cette région sous influence de la cour pontificale d'Avignon ainsi de Paris y compris l'Ars nova. 
Higinio Anglés décéda à Rome le 8 décembre 1969. Le manuscrit de Navarre, quasiment préparé et donc sans conclusion, fut publié l'année suivante, comme posthume.

## Postérité
À la suite du trépas de ce spécialiste de la musique sacrée, on craignait le déclin des études grégoriennes à la ville éternelle, notamment en cas de retrait ou de départ de Dom Eugène Cardine. C'était une raison pour laquelle l'AISCGre fut fondée en 1975, par sept disciples de Dom Cardine ; tous étaient anciens étudiants de l'Institut pontifical de musique sacrée. 
D'ailleurs, le Vatican créa, en autorisant cette association sans délai en juin, une école sémiologique singulièrement consacrée à l'enseignement du chant grégorien dans l'institut où Dom Cardine fut nommé professeur, quel que soit son âge. Enseignement et études, l'intention de Mgr Anglés y était effectivement gardée. Il est important que, dorénavant, ces études fussent effectuées, avec une collaboration étroite entre de nombreux chercheurs.  
En 2011, le Saint-Siège fit sortir le premier volume du Graduale novum, graduel officiel en édition critique. Il s'agit certes de la publication selon la Sacrosanctum Concilium, article 117 (1963). Toutefois, on peut considérer ce tome comme hommage non seulement à Dom Cardine mais aussi à Mgr Anglés, grand défenseur du chant liturgique traditionnel. C'était exactement lui qui avait lancé le projet d'une édition critique en 1948.

## Publication
- 1931 : El còdex musical de Las Huelgas (música a veus dels segles XIII-XIV), introducció, facsímil i transcripció, Barcelone, Institut d'estudis catalans ainsi que Biblioteca de Catalunya,
 tome I : introduceó XXII p. et 385 p. [lire en ligne]
tome II : 168 plances en 45 p. en fac-similés
tome III : transcriptionó XV p. et 411 p.
compte rendu de Théodore Gérold
- 1970 : Historia de la música medieval en Navarra (Obra póstiùa), Pampelune, Diputacíon Foral de Navarra, Institución Principe de Viana compte rendu de Fernando Remacha (1976)